# Axel Fredrik Cronstedt
Axel Fredrik Cronstedt (Nykvarn, 23 dicembre 1722 – Riddarhyttan, 19 agosto 1765) è stato un chimico e mineralogista svedese, considerato il fondatore della moderna mineralogia.

## Biografia
Studiò chimica e mineralogia al Laboratorium Chemicum dell'Università di Uppsala, dove ebbe come insegnante Georg Brandt, lo scopritore del cobalto. Diventò poi insegnante in tale università e tra i suoi allievi vi era anche Johann Jacob Ferber.
Fu il primo a raccomandare l'uso del cannello a soffiatura (Blowpipe) per l'analisi preliminare dei minerali. Tale utensile diventò poi di uso comune tra i mineralogisti. 
Nel 1751 scoprì il minerale oggi noto come scheelite, dandogli il nome tungsten (che significa "pietra pesante" in svedese). Trent'anni dopo Carl Scheele accertò che da tale minerale poteva essere estratto un nuovo metallo ed elemento chimico, che chiamò tungsteno. 
Nel 1754, Cronstedt  estrasse il metallo nichel da minerali presenti nelle miniere di cobalto di Los in Svezia, presentando la sua scoperta all'Accademia svedese delle scienze di Stoccolma. Fu chiamato dapprima kupfernickel per il suo aspetto simile al rame (kupfer in tedesco). In seguito il metallo venne riconosciuto come un nuovo elemento chimico.
Nel 1756 scoprì il minerale zeolite (termine da lui coniato, dal greco ζέω, "bollire" e λίθος, "pietra") tramite il riscaldamento della stilbite con un cannello a fiamma. Fu il primo a descrivere la sua tipica proprietà di produrre schiuma quando riscaldato.   
Nel 1758, nel libro Försök till Mineralogiens eller mineral-Rikets upställing, Cronstedt propose per primo che i minerali dovessero essere classificati sulla base della loro composizione chimica. Nel libro menziona anche di aver notato una "terra non identificata" in una roccia provieniente da una miniera nei pressi di Riddarhyttan. Nel 1803 gli svedesi Jöns Jacob Berzelius e Wilhelm Hisinger, analizzando minerali della stessa miniera, isolarono il cerio, primo elemento scoperto delle terre rare.
Nel 1753, Cronstedt fu eletto membro dell'Accademia svedese delle scienze.
Gli è stato dedicato l'asteroide 19386 Axelcronstedt, scoperto nel 1998.